# Севгайн
Севгайн (нем. Sevgein) — деревня и бывшая коммуна в Швейцарии, в кантоне Граубюнден. 1 января 2014 года вместе с коммунами Иланц, Ладир, Лувен, Питаш, Рушайн, Риайн, Кастриш, Шнаус, Дувин, Пиньиу, Руэун и Сиат вошла в состав новой коммуны Иланц-Глион.
Входит в состав региона Сурсельва (до 2015 года входила в округ Сурсельва).
Население составляло 198 человек на 2011 год.
На выборах в 2007 году наибольшее количество голосов получила Христианско-демократическая народная партия Швейцарии (36,9 %), за Швейцарскую народную партию проголосовали 29,3 %, за Социал-демократическую партию Швейцарии — 20,9 %, за Свободную демократическую партию — 13,0 %.
Официальный код — 3584.

## Географическое положение
До слияния площадь Севгайна составляла 4,55 км². 39,6 % площади составляли сельскохозяйственные угодья, 51,5 % — леса, 5,2 % территории заселено, 3,7 % — природные объекты.

## История
Севгайн впервые упоминается в 840 году как Soviene. Церковь Святого Томаса в стиле барокко была построена в 1694 году.

## Население
На 2011 год население Севгайна составляло 198 человека (52,8 % мужчин, 47,2 % женщин). На 2000 год 54,6 % жителей говорило на романшском языке, 44,9 % — на немецком, 0,5 % — на португальском.
11,1 % населения были в возрасте до 9 лет, 17,9 % — от 10 до 19 лет, 15,9 % — от 20 до 29 лет, 9,2 % — от 30 до 39 лет, 11,1 % — от 40 до 49 лет, 14,5 % — от 50 до 59 лет, старше 60 лет было 20,2 % населения. На 2005 год в Севгайне уровень безработицы составлял 0,31 %.
| 1850 | 1900 | 1950 | 1970 | 1990 | 2000 | 2011 |
| ---- | ---- | ---- | ---- | ---- | ---- | ---- |
| 173  | 179  | 210  | 151  | 194  | 207  | 198  |